# 向氏新里殿内
向氏新里殿内（しょううじしんざとどぅんち）は、尚清王の第三子、尚楊叢、勝連王子朝宗を元祖とする琉球王国の士族（首里士族）。
第二尚氏の分家で、琉球王国の琉球王族であったが、三世の喜屋武按司が災難に巻き込まれ家財を取り失う。その後御殿から殿内になり、王族から士族に降格となった。
五世島尻中城親方朝寿は(1636年)、薩摩の島津光久氏からの出資金銀千貫、琉球王府からの公銀二百貫を預り、進貢使として清へ絹の買付に渡り無事琉球に戻るが、絹の中に異物が混入し、水を含ませ絹の重さも偽り罰せられ五年間も流刑されてしまう、後に清の商人に騙されていた事が分かり、無実の証明がされ、尚賢王のはからいで罪を許され琉球へ戻る。
六世新里親方朝住(1650年〜1713年)琉球古典(湛水流)三代目であり、四代目玉城朝薫の師匠にあたる。琉球王府に三線の腕が認めら親雲上から親方に昇格し佐敷間切新里の地頭となる。
系譜
・一世・尚楊叢・勝連王子朝宗
・二世・向宗文・具志頭按司朝受
・三世・喜屋武按司朝
・四世・毛泰時・座喜味親方盛泰(三世喜屋武按司の妹、世高君按司の嫁ぎ先、毛氏豊見城殿内の座喜味家との間に産まれた)四世の間のみ家督を継ぐ
・五世・向茂栄・島尻中城親方朝寿(三世喜屋武按司の弟の息子次男にあたる、四世座喜味親方から家督を返される)(室は北谷王子朝里次女、真字君清按司)
・六世・向日長・新里親方朝住
・七世・新里親雲上朝陳
・八世・新里親雲上朝栄
・九世・新里親雲上朝恭